# 朝鲜宗教自由
朝鲜民主主义人民共和国基本不存在宗教自由——该国奉行国家无神论，当局及其制度继续干涉公民的宗教自由，尽管《朝鲜宪法》第五章第六十八条规定“公民有宗教信仰的自由”，但当局仍然压制未经许可宗教团体的宗教活动。近期来自难民、脱北者、传教士和非政府组织的报告表明，宗教人士在该国参与传教活动，联系在中华人民共和国境内活动的境外福音团体的人（尤其是被中国大陆遣返且与外籍人士或传教士有接触的人）被捕并遭重罚。持有《圣经》（当局认为是“资本主义象征”）的人或会遭死刑或酷刑。一直以来，难民和脱北者声称他们目睹了当局在数年前处死地下基督教会成员的情况。由于该国交通不便加之难以第一时间取得相关信息，这些事件的可信度仍然存疑。

## 朝鲜宗教
朝鲜传统宗教主要为佛教和儒家两派，其次是萨满教和綜攝而成的天道教。 欧洲人在18世纪到达朝鲜半岛后，亦有少量的基督徒。

## 宗教自由现状
朝鲜当局认为有组织的宗教活动会“破坏领导层和社会秩序”（但经政府批准的活动或有政府团体监督的活动除外）。宗教活动多为秘密进行。该国不存在实际的宗教自由。
平壤当局打压不同政见者，而从事“非法”宗教活动的人通常会遭重罚（尤其是基督徒）。国际天主教援助组织教会援助部将朝鲜列为全球基督徒迫害情况最恶劣的国家。
截至2012年，据信有约十五万至二十万人因宗教或政治原因被关押在朝鲜偏远地区的管理所（政治犯集中营）。其中基督徒约有数万人。信徒家属亦会遭到连坐。
传播宗教、持有宗教物品、祈祷、唱赞美诗和接触宗教人士等行为会被当局处罚。  
据报道，政府于2006年3月以间谍罪判孫正男死刑。但部分非政府组织认为对孙的判决是基于他与中国基督教团体的交流，传教活动或其于在韩国（声称）的兄弟分享信息。由于当局严禁外部观察员对此事进行调查，政府对此的言论或孙是否已被处决的情况因此无从查证。据平壤市监狱（关押孙正南之地）一狱友称他于2008年12月在此逝世 。韩国《中央日报》于2013年报道称，在该国爆发的大规模处决浪潮中有80名朝鲜人被处决（含一名在元山市被发现持有圣经的朝鲜人）。其他涉事人员因其他“相对较轻的违法行为”（例如观看韩国电影或传播色情作品）被判死刑。 然而，其他人在采访中作证说朝鲜人享有持有或使用宗教经文以及在教堂礼拜的完整权利（虽年轻教徒甚少）。